# جی‌تی‌ای (شرکت)
جی‌تی‌ای، (به انگلیسی: GTE) شرکت مخابرات آمریکایی بود، که در زمینه ارائه خطوط تلفن ثابت، رساننده خدمات اینترنتی و تلویزیون دیجیتال فعالیت می‌کرد.
شرکت جی‌تی‌ای در سال ۱۹۱۸ تأسیس شد و در ۱۹۳۶ توسط شرکت بل سیستم تصاحب گردید. جی‌تی‌ای در فاصله سال‌های ۱۹۵۹ تا ۱۹۸۲ بزرگترین شرکت تلفن ایالات متحده آمریکا بود. شرکت جی‌تی‌ای سرانجام در سال ۲۰۰۰ در پی خریداری توسط ورایزن کامیونیکیشنز، در این شرکت ادغام گردید.